# Dulipolje
Dulipolje este un sat din comuna Andrijevica, Muntenegru. Conform datelor de la recensământul din 2003, localitatea are 134 de locuitori (la recensământul din 1991 erau 242 de locuitori).

## Demografie
În satul Dulipolje locuiesc 121 de persoane adulte, iar vârsta medie a populației este de 46,5 de ani (43,2 la bărbați și 50,5 la femei). În localitate sunt 51 de gospodării, iar numărul mediu de membri în gospodărie este de 2,63.
Această localitate este populată majoritar de sârbi (conform recensământului din 2003).
|  |

| Demografie | Demografie | Demografie |
| An         | Locuitori  | Locuitori  |
| ---------- | ---------- | ---------- |
|            |            |            |
|            |            |            |
|            |            |            |
|            |            |            |
| 1948       | 653        |            |
| 1953       | 560        |            |
| 1961       | 532        |            |
| 1971       | 465        |            |
| 1981       | 309        |            |
| 1991       | 242        | 230        |
| 2003       | 135        | 134        |

| \| Componența etnică conform recensământului din 2003[2] \| Componența etnică conform recensământului din 2003[2] \| Componența etnică conform recensământului din 2003[2] \| Componența etnică conform recensământului din 2003[2] \| Componența etnică conform recensământului din 2003[2] \| \| ----------------------------------------------------- \| ----------------------------------------------------- \| ----------------------------------------------------- \| ----------------------------------------------------- \| ----------------------------------------------------- \| \| \| \| \| \| \| \| Sârbi \| Sârbi \| \| 100 \| 74,62% \| \| Muntenegreni \| Muntenegreni \| \| 25 \| 18,65% \| \| necunoscută \| necunoscută \| \| 0 \| 0% \| |              |  |     |        |
| Componența etnică conform recensământului din 2003 |              |  |     |        |
| |              |  |     |        |
| Sârbi | Sârbi        |  | 100 | 74,62% |
| Muntenegreni | Muntenegreni |  | 25  | 18,65% |
| necunoscută | necunoscută  |  | 0   | 0%     |